# August Pitzl
August Pitzl (* 27. Dezember 1920 in Wien; † 4. Februar 2000) war ein österreichischer Basketballfunktionär.

## Leben
Pitzl betrieb Leichtathletik und war als Mitglied der österreichischen Nationalmannschaft für die Teilnahme an den Olympischen Sommerspielen 1940 vorgesehen, die aufgrund des Zweiten Weltkrieges ausfielen. Pitzl nahm als Soldat einer deutschen Gebirgsjägereinheit am Krieg teil. 1945 kam er in US-amerikanische Gefangenschaft, arbeitete dort als Übersetzer und kam erstmals mit der Sportart Basketball in Berührung.
1946 war Pitzl Mitgründer einer Basketballabteilung beim Verein Union Rudolfsheim und spielte von 1946 bis 1968 für die Mannschaft. Als Funktionär engagierte er sich als Kassenwart im Wiener Basketballverband, ab 1960 war er Mitglied des Finanzausschusses des Österreichischen Basketballverbandes (ÖBV). Zwischen 1968 und 1986 hatte Pitzl das Amt des ÖBV-Vorsitzenden inne.
Vom Basketballweltverband FIBA wurde er ab 1965 als Technischer Kommissar eingesetzt, ab 1973 war er Mitglied des Finanzausschusses, von 1980 bis 1984 stellvertretender Kassenwart und von 1984 bis 1994 Kassenwart der FIBA.
1997 erhielt Pitzl den FIBA-Verdienstorden, 2007 wurde er in die „Hall of Fame“ des Verbandes aufgenommen.
Ab 1946 war er in Wien beruflich für den Zoll tätig und arbeitete mehr als 40 Jahre in diesem Beruf.